# Mieczysław Młynarski
Mieczysław Młynarski (ur. 17 maja 1956 w Resku, zm. 20 czerwca 2025) – polski koszykarz, reprezentant kraju, olimpijczyk, trener koszykarski. Z wykształcenia technik górnik.

## Kariera klubowa
Miał dwa lata, gdy rodzina przeprowadziła się z Reska do Bogatyni, by w 1972 przenieść się do Zgorzelca. Jako nastolatek uprawiał piłkę nożną, ręczną, siatkówkę i koszykówkę. W wieku 15 lat postanowił poświęcić się basketowi. Był wychowankiem Turowa Zgorzelec, w którym występował wyłącznie jako junior. W wieku niespełna 18 lat przeprowadził się z rodzicami do Wałbrzycha i w sezonie 1973/1974 został graczem miejscowego Górnika, z którym w kolejnych latach odniósł największe sukcesy w karierze. W spotkaniu z Wybrzeżem Gdańsk, stanowiącym jego debiut w I lidze, zdobył 36 punktów. 10 grudnia 1982, podczas meczu Górnika Wałbrzych z Pogonią Szczecin (133:109) zdobył 90 punktów, ustanawiając tym samym rekord polskiej ekstraklasy w liczbie punktów zdobytych w jednym spotkaniu, który nie został poprawiony do dziś, mimo że w 1982 nie obowiązywał jeszcze przepis o 3 punktach, a wszystkie celne rzuty z gry wyceniano na 2 punkty. Czterokrotny król strzelców polskiej ligi: 1980, 1981 (najlepszy wynik w karierze: 1115 punktów), 1983 i 1984. W 1981 został wybrany najlepszym zawodnikiem polskiej ligi, a sześciokrotnie był wybierany do piątki sezonu. Grę w Górniku zakończył w sezonie 1986/1987, następnie poszukiwał zagranicznego kontraktu, przez krótki okres był zdyskwalifikowany. Zaliczył jeszcze krótki epizod w Lechu Poznań, po czym wyjechał do RFN, gdzie przez sześć sezonów był zawodnikiem, a przez kolejne dwa trenerem SVD 49 Dortmund. Zajmuje 4. miejsce na liście najlepszych strzelców polskiej ligi z dorobkiem 8670 punktów w 327 spotkaniach (statystyki prowadzone są dopiero od 1976).

## Kariera reprezentacyjna
W kadrze juniorskiej zadebiutował w 1973, zaś w 1975 zaliczył pierwszy mecz w reprezentacji seniorów. W barwach narodowych występował przez 9 lat, zaliczając 150 oficjalnych spotkań międzypaństwowych, w których zdobył 2680 punktów. Był królem strzelców mistrzostw Europy 1981 (185 zdobytych punktów). Uczestniczył we wszystkich pojedynkach reprezentacji podczas turnieju olimpijskiego w Moskwie w 1980.
Mieszkał w Wałbrzychu, gdzie był trenerem koszykówki. Zajmował się szkoleniem juniorów starszych Górnika Wałbrzych oraz występujących w III lidze koszykarzy Górnika Nowe Miasto Wałbrzych. W latach 2007–2009 był asystentem trenerów Górnika Wałbrzych, występującego w tamtym okresie w PLK (przez krótki okres jako pierwszy trener pod koniec sezonu 2008-09). Dwukrotnie żonaty, jego syn Sebastian Młynarski był koszykarzem niemieckiego SVD 49 Dortmund.

## Osiągnięcia
Na podstawie, o ile nie zaznaczono inaczej.

### Drużynowe
- mistrz Polski (1982)
- trzykrotny wicemistrz Polski (1981, 1983, 1986)
- Brązowy medalista mistrzostw Polski (1988)
- Finalista pucharu Polski (1979)
- Awans do I ligi z Górnikiem Wałbrzych (1974)

### Indywidualne
- czterokrotny lider strzelców polskiej ligi (1980, 1981, 1983, 1984)
- Zawodnik roku polskiej ligi (1981)
- 6-krotnie zaliczony do I składu najlepszych zawodników polskiej ligi (1979–1984)
- Uczestnik meczu gwiazd – FIBA All-Star Game (1981)

### Reprezentacja
- Uczestnik:
  - igrzysk olimpijskich (1980 – 7. miejsce)
  - mistrzostw Europy:
    - 1979 – 7. miejsce, 1981 – 7. miejsce, 1983 – 9. miejsce
    - U–18 (1974 – 6. miejsce)
- Lider strzelców mistrzostw Europy (1979 – 27,1, 1981 – 22,9)[6][7]
- drugi strzelec kwalifikacji do igrzysk olimpijskich w Moskwie (1980 – 22,7)[8]
- trzeci strzelec igrzysk olimpijskich w Moskwie (1980 – 26)[9]

### Trenerskie
- Wicemistrzostwo Polski juniorów starszych (2000)[10]
- Brązowy medal mistrzostw Polski juniorów starszych w Stargardzie Szczecińskim (2003)[10]